# Salvatges (Granera)

Salvatges, respecte del terme de Granera

Salvatges és una masia del terme municipal de Granera, a la comarca catalana del Moianès. Pertanyia a la parròquia de Sant Julià d'Úixols.
Està situada a 816,7 metres d'altitud en el sector sud-est del terme municipal, al nord-est de la masia dEl Salamó i al sud-est de la de Puigdomènec. És a ponent del Serrat de les Pedres, a la dreta del torrent de Salvatges, en una carena emmarcada al nord pel torrent de la Font de Salvatges i al sud pel torrent de la Font de la Teula.
S'hi accedeix des del quilòmetre 8 de la carretera BV-1245, on arrenca cap al sud-oest el Camí de Salvatges, una pista rural en bon estat que en quasi 5 quilòmetres mena a la masia de Salvatges. La pista, de recorregut molt tortuós, baixa a trobar el torrent de la Riera, el segueix un tros aigües amunt, cap al sud, fins que el travessa i el segueix cap al nord-est aigües avall per anar a trobar l'extrem nord de la Carena de Serraltes. Quan la troba, va a buscar el vessant oriental de la carena, i segueix per l'esquerra la vall del torrent de Salvatges, que travessa al cap d'un tros, per continuar per la seva riba dreta. Va guanyant alçada, cap a l'est-sud-est, travessant pel bell mig la Solella de la Frau de la Riera, deixant al nord i al damunt la masia de Puigdomènec, fins que arriba a les Febres, a la dreta del torrent de la Font de Salvatges. Tot seguit travessa aquest torrent i torç cap al sud, per anar a trobar la masia de Salvatges.